# Hilari de Tolosa
Hilari de Tolosa (Hylarius, Hilaris, Yllarius) fou un bisbe de Tolosa del segle iv, un dels primers de la diòcesi. No se sap del cert, tot i que sembla que va existir realment, el temps del seu bisbat, desenvolupat durant la segona meitat del segle IV: Louis Duchesne el considera exercint la segona meitat del segle iv, opinió que comparteixen Élie Griffe, Michel Labrousse, Henri Gilles i Anne-Véronique Gilles-Raynal. Consagrat bisbe i coneixedor de la santedat de Sadurní de Tolosa, va buscar-ne les restes i, en trobar-les, va fer construir una modesta basílica en honor seu. Fou venerat com a sant ja al començament del segle v, quan apareix qualificat de sanctus. La seva tomba fou traslladada a la basílica de Sant Serni en 1265. La seva memòria es commemora el 20 de maig, dia de la seva mort.